# Jude Monye
Jude Monye (né le 16 novembre 1973) est un athlète nigérian spécialiste du 400 mètres. 

## Biographie

### Palmarès
| Date | Compétition                    | Lieu          | Résultat | Épreuve   | Performance   |
| ---- | ------------------------------ | ------------- | -------- | --------- | ------------- |
| 1995 | Championnats du monde          | Göteborg      | 3e       | 4 × 400 m | 3 min 03 s 18 |
| 1995 | Jeux africains                 | Harare        | 3e       | 400 m     | 45 s 17       |
| 1995 | Jeux africains                 | Harare        | 1re      | 4 x 400 m | 3 min 01 s 63 |
| 1999 | Jeux africains                 | Johannesbourg | 1er      | 4 × 400 m | 3 min 1 s 20  |
| 2000 | Jeux olympiques                | Sydney        | 1er      | 4 × 400 m | 2 min 58 s 68 |
| 2001 | Championnats du monde en salle | Lisbonne      | 5e       | 4 × 400 m | 3 min 16 s 53 |

### Records
Jude Monye fait partie du relais nigérian détenteur, pendant plusieurs années, du record d'Afrique du 4 × 400 mètres, en 2 min 58 s 68. Les autres membres du relais sont Clement Chukwu, Sunday Bada et Enefiok Udo Obong.
| Épreuve    | Épreuve      | Performance | Lieu         | Date            |
| ---------- | ------------ | ----------- | ------------ | --------------- |
| 400 mètres | En plein air | 45 s 16     | Göteborg     | 6 août 1995     |
| 400 mètres | En salle     | 47 s 50     | Fayetteville | 27 janvier 2001 |